# Ludność Płocka

## LudnośćPłocka
- 1 połowa XI w. – 1 500
- XII w. – 3 000
- koniec XV w. – 5 000
- 1525 – 3 700
- 1552 – 5 000
- 1578 – 5 000
- 1742 – 1 000
- 1777 – 2 300
- 1782 – 1 411
- 1793 – 1 954
- 1802 – 3 714
- 1810 – 5 421
- 1815 – 5 000
- 1827 – 9 212
- 1850 – 12 000
- 1857 – 12 614
- 1859 – 12 912
- 1879 – 20 000
- 1885 – 20 660
- 1887 – 24 000
- 1889 – 27 100
- 1901 – 27 000
- 1910 – 36 497
- 1913 – 30 612
- 1917 – 26 000
- 1921 – 25 752
- 1931 – 32 998
- 1938 – 33 840
- 1945 – 21 000
- 1946 – 28 508
- 1950 – 33 128
- 1955 – 37 015
- 1960 – 42 798
- 1965 – 54 952
- 1970 – 71 900
- 1973 – 77 300
- 1975 – 87 827
- 1977 – 93 600
- 1980 – 102 548
- 1985 – 115 000
- 1989 – 122 000
- 1990 – 123 398
- 1992 – 125 005
- 1993 – 125 364
- 1994 – 126 528
- 1995 – 127 174
- 1996 – 127 670
- 1997 – 130 596
- 1998 – 131 011
- 1999 – 128 654   (zbilansowany wynik spisu z 2002)
- 2000 – 128 580   (zbilansowany wynik spisu z 2002)
- 2001 – 128 359   (zbilansowany wynik spisu z 2002)
- 2002 – 128 208
- 2003 – 128 145
- 2004 – 127 841
- 2005 – 127 461
- 2006 – 127 224
- 2007 – 126 968
- 2008 – 126 807
- 2009 – 126 542  [1]
- 2010 – 126 061  [2]
- 2011 – 124 318  [3]
- 2012 – 123 627
- 2013 – 123 265  [4]
- 2014 – 122 572  [5]
- 2015 – 121 731  [6]
- 2016 – 121 295  [6]
- 2017 – 120 787  [7]
- 2018 – 120 000  [8]
- 2019 – 119 425  [9]
- 2020 – 118 268  [9]
- 2021 – 116 962  [9]
- 2022 – 112 483  [9]
- 2023 – 111 190  [9]

## Powierzchnia Płocka
- przed 1923 – 16,78 km²
- 1923 – 26,00 km²
- 1953 – 31,18 km²
- 1961 – 51,94 km²
- 1982 – 66,44 km²
- 1997 – 88,06 km²